# Мендрізіо (футбольний клуб)
«Мендрізіо» (італ. Mendrisio) — швейцарський футбольний клуб, який базується в місті Мендрізіо, кантон Тічино. Заснований у 1924 році.